# Lando I de Capua
Lando I (d. 861) conte de Capua începând din 843.
Lando a fost fiul cel mare și succesorul lui Landulf "cel Bătrân". Ca și tatăl său, el i-a acordat sprijin lui Siconulf împotriva lui Radelchis în războiul civil care a divizat Principatul de Benevento în anii '40 din Secolul al IX-lea.
Tot Lando a fost cel care, la începutul anului 849, a solicitat împăratului Ludovic al II-lea să arbitreze revendicările celor doi aflați în dispută pentru Benevento și să rezolve confruntarea, dat fiind că cei doi recurseseră la chemarea mercenarilor sarazini în sudul Italiei. Potrivit divizării operate de Ludovic, Capua a devenit parte a Principatulu de Salerno, însă Lando nu s-a supus pentru multă vreme lui Siconulf. În schimb, s-a aliat cu ducele Sergiu I de Neapole. Pentru întărirea alianței, el l-a căsătorit pe fiul său, Landulf, gastald de Suessola, cu fiica lui Sergiu.
Pe parcursul minoratelor lui Sico al II-lea și Ademar, Salerno a fost dominat de către Lando. Pentru a contrabalansa influența capuană, salernitanii au recurs la intervenția ducelui Guy I de Spoleto. Lando a răspuns prin încheierea unei alianțe cu prefectul de Amalfi, Marin. Mai departe, el și-a căsătorit fratele, Pando cu fiica aceluiași Marin. În războiul care a urmat, Guy a devastat teritoriile și a cucerit o parte din pământurile lui Landenulf, gastald de Teano și frate cu Lando, însă Lando a scăpat neatins.
În mai 859, o puternică expediție comună cu trupe din Salerno, Neapole, Amalfi și Suessola a pornit în marș împotriva lui Lando. Acesta fiind paralizat la acel moment, apărarea Capuei a revenit fiului său, Lando al II-lea, care a reușit să înfrângă forțele trimise împotriva sa în lupta din dreptul podului de la Teodemondo de pe râul Volturno. Lando nu a supraviețuit multă vreme acestei victorii. Unul dintre ultimele sale acte a fost acela al încheierii unei noi alianțe matrimoniale, de această dată cu Guaifer, un nobil salernitan care își găsise refugiu la Capua în timpul domniei lui Ademar. Guaifer s-a căsătorit cu fiica lui Lando, Landelaica și, după ce a părăsit Capua, a preluat puterea la Salerno cu sprijinul populației.
Contrar voinței sale, Lando a mutat locația Capuei definitiv pe colina Triflisco, în 856. El a construit o mănăstire la Teano și a murit probabil în 861. Împreună cu soția sa, Aloara a avut cinci fii: Lando (care i-a succedat în Capua), Landulf de Suessola, Landenulf, Pando și Petru; în ce o privește pe fiica sa, Landelaica, aceasta s-a căsătorit cu Guaifer de Salerno.